# François Étienne (clarinettiste)
Pour les articles homonymes, voir Étienne et François Étienne (homonymie).
François Marius Louis Étienne, né le 12 avril 1901 à Toulon et décédé le 12 juillet 1970 à Toulon, est un clarinettiste classique français.

## Biographie
François Étienne apprend la clarinette à Toulon et obtient en 1917 un 1er prix de clarinette dans la classe de Charles Blin, soliste à l’orchestre du Grand Théâtre de Toulon. Il se perfectionne au Conservatoire national supérieur de musique de Paris dans les classes de Prosper Mimart et de son successeur Auguste Périer et décroche un 1er prix de clarinette en 1919.
Il commence sa carrière professionnelle en jouant dans des orchestres de cinéma à Paris, pour accompagner les films muets. En 1926, il entre à l’orchestre de l'Opéra de Paris,  dirigé par Jacques Rouché, et prend le poste de clarinette solo jusqu’en 1964.
À partir de 1928, il joue aussi à l'Orchestre de la Société des concerts du Conservatoire puis succède comme soliste à Louis Costes en juin 1933. Il quitte cet orchestre en 1956.
En 1928, il se marie avec Madeleine Meyniel.
Il prend le poste de professeur intérimaire en 1947-1948 de la classe de clarinette du conservatoire après le décès d’Auguste Périer jusqu'à l'arrivée d’Ulysse Delécluse.
Il est également chambriste. À la fin des années trente, François Etienne rejoint la Société de musique de chambre pour instruments à vent dirigée par Fernand Oubradous. 
De 1942 à 1944, il joue dans l’orchestre de chambre Maurice Hewitt. 
En 1951, il joue dans le quatuor Loewenguth.
Il a effectué des enregistrements, notamment celui du concerto pour clarinette de Mozart, qui constitue une référence en la matière.

## Enregistrements
- Wolfgang-Amadeus Mozart : 
  - Concerto en la majeur K. 622 pour clarinette et orchestre, avec l'Orchestre Hewitt, dir. Maurice Hewitt. Les discophiles français, 1953[3]
  - Quintette en la majeur K. 581 pour clarinette et quatuor à cordes, avec le Quatuor Végh
- Beethoven : Septuor en mi bémol majeur op. 20 avec Henri Merckel, Catherine Lauverjon, André Navarra, André Amellér, François Étienne, René Reumont, Maurice Allard, Édouard Lindenberg, 1959
- Hommage à Félix Passerone[4], label Vega, 1960[5]
- Weber : Der Freischütz, avec Felix Weingartner (direction) -  Clarinette solo, orchestre de Paris, 1930